# Penaeus monodon
Penaeus monodon conhecido como camarão-tigre-gigante, é uma espécie de camarão peneídeo originária das águas costeiras da região Indo-Pacífica, que pode atingir um comprimento de 33 cm.
De acordo com a FAO, a captura desta espécie subiu de cerca de 100 000 t em 1990 para cerca de 240 000 em 2007, enquanto que a sua produção aquícola, que começou na década de 1970, cresceu exponencialmente até fins da década de 1990, atingiu um máximo de mais de 700 000 t em 2003 e baixou para menos de 600 000, em 2007, devido à substituição pelo camarão-de-patas-brancas. O preço do camarão de cultura variou, entre 2000 e 2004, de 4,7 a 9 dólares na Europa, para tamanhos pequenos, comercializados com a cabeça, até 9-14 dólares no Japão, para camarões grandes, sem cabeça.

## Características
Penaeus monodon apresenta um rostro bem desenvolvido, com dentes nas faces dorsal e ventral; carapaça sem suturas transversais, nem longitudinais, mas com sulcos cervicais e orbito-antenais que não atingem a parte média, e espinhos hepáticos e antenais pronunciados; os dois primeiros pares de pereópodes têm espinhos basais, enquanto que os primeiros quatro pares têm exópodes; o telson não possui espinhos fixos subapicais. A cor do corpo depende das características do substrato, alimentação e turbidez da água e varia de esverdeado, castanho, avermelhado ou azulado, com bandas transversais, tanto na carapaça, como no abdómen, alternadamente azuis ou pretas

## Aquicultura e introduções acidentais
A espécie Penaeus monodon foi introduzida, geralmente para fins de aquicultura, para muitos países fora da sua área de distribuição, incluindo o Brasil e a Itália.